# 丸木位里
丸木 位里（まるき いり、1901年6月20日 - 1995年10月19日）は、日本の日本画家。妻・丸木俊との共同制作「原爆の図」や「沖縄戦の図」で知られる。

## 生涯

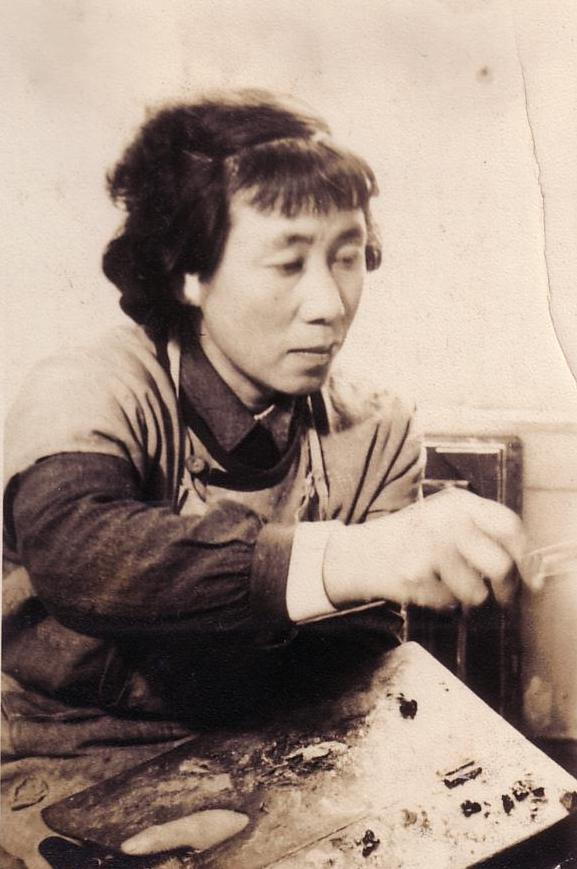
丸木俊 / 位里の妻で「原爆の図」の共同制作者。

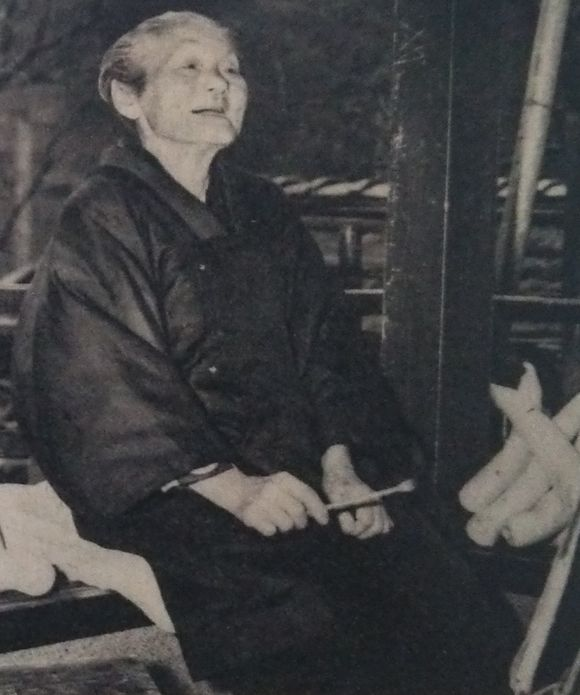
丸木スマ / 位里の母で戦後に画家としての活動を始めたが非業の死を遂げた。

### 生い立ち
広島県安佐郡飯室村（現在の広島市安佐北区安佐町飯室）で農業および太田川で船宿を営む丸木金助と丸木スマの子として生まれた。臨月の頃、スマは船宿の2階から客の食膳を下げる際に階段から転落した。その事故により、出生した位里の顔の右側には目立つ痣が残ってしまっていた。このことで位里に負い目を感じたスマは、位里の生き方に干渉せず、一切を本人の自由に任せていた。

### 「原爆の図」以前
1919年に大阪市天王寺区にあった松村景春校長の精華美術学院で図案を学ぶが、ほどなくして栄養不良で脚気となり帰省。1923年春には上京し田中頼璋の天然画塾に学んだものの、関東大震災後に頼璋が広島へ拠点を移したため帰郷した。1928年には第13回広島県美術展覧会に三段峡を題材にした《黒淵》で初入選。その後はプロレタリア芸術運動に参加し、新聞に詩や散文を発表、演劇活動や選挙運動に奔走する。このころ、自宅を全国大衆党芸北支部としていた。1934年12月に上京し、落合朗風の明朗美術研究所に通う。翌年には第14回日本南画院や昭和10年度日本画会展に入選。秋には中國新聞社にて第1回丸木位里個展を開催。1936年には川端龍子が主宰する青龍社に《池》（広島県立美術館蔵）で初入選。この頃、東京で活動する同郷の靉光や船田玉樹らと交流を深める。1936年11月には、雑誌『実現』の発行人・佐伯卓造の世話により、靉光、中川為延、野村守夫、船田玉樹とともに広島県産業奨励館（現在の原爆ドーム）で第1回藝州美術協会展を開催。1938年には青龍社への出品をやめ、日本画の前衛を標榜する美術団体・歴程美術協会の第1回展直前に新会員となって参加した。翌1939年夏の第2回歴程美術協会展には《馬（群馬）》（原爆の図丸木美術館蔵）などの大作を発表するが、直後に船田とともに歴程美術協会を脱退。10月に銀座紀伊国屋画廊で丸木位里・船田玉樹個展を開催し、《雨乞》（広島県立美術館蔵）などシュルレアリスムの影響を受けた実験的な水墨表現を発表した。1940年4月には第1回美術文化協会展に入選、翌月に同人となり、1946年の第6回展まで出品している。同年7月には今井繁三郎編集の美術雑誌『美之國』の推奨新人49人に船田や岩橋英遠らとともに選出された。1941年7月、油彩画家の赤松俊子（丸木俊）と結婚。東京都豊島区長崎のアトリエ村の俊の家に同居した。

### 「原爆の図」制作と展覧会の開催
1945年8月広島に原爆が投下されると、広島市三滝町に移住していた父母など実家の家族の安否を気遣った位里は、疎開先の埼玉県浦和市を離れ、被爆直後の広島市内に駆けつけて、1ヵ月ほど救援活動に従事した。伯父と姪2人が死去、金助とスマはともに爆心地から約2.5km離れた自宅で被爆し、金助は原爆投下翌年に死去している。帰京後、ほどなくして俊とともに日本共産党に入党。1946年には日本美術会、1947年には前衛美術会の結成に参加している。1948年7月に神奈川県藤沢市片瀬に転居し、この頃より俊とともに「原爆の図」の制作を構想しはじめる。1950年2月、東京都美術館で開催された第3回日本アンデパンダン展に俊との共同制作《八月六日》（原爆の図第1部《幽霊》）を発表。以後、1982年の第15部《ながさき》（長崎原爆資料館蔵）まで「原爆の図」の連作に取り組み続けた。
同年8月には日本橋丸善画廊と銀座三越で「原爆の図三部作完成記念展」を開催し、第2部《火》、第3部《水》を発表。同時に絵本『ピカドン』（ポツダム書店）を刊行した。この頃に「原爆の図」の全国巡回展の話が立ち上がり、10月に広島市内の原爆ドーム南隣にあった五流荘（爆心地文化会館）で「原爆の図展」を開催。峠三吉の主宰する広島の詩人サークル「われらの詩の会」の仲間たちが展覧会の実現に尽力した。米軍を中心とする連合国軍の占領下で、同年6月に朝鮮戦争も勃発したことで強い圧力もあったが、「原爆の図」は全国各地を巡回し、当時プレスコード下での検閲によって報じられなかった原爆の被害を多くの人に伝える役割を果たしていった。1951年7月には京都大学同学会（学生自治会）が主催し京都の丸物百貨店で開催された「綜合原爆展」に、「原爆の図」五部作が特別出品されている。1953年1月には世界平和評議会より国際平和賞ゴールデンメダル賞を俊とともに受賞。同年には青山通春・今井正監督の映画『原爆の図』（新星映画社）も公開された。
やがて「原爆の図」は海を渡り、東アジア、ヨーロッパ、オセアニアなど20ヵ国以上を巡回するが、1963年に部分的核実験停止条約が締結されると、その評価を巡り日本の原水禁運動は分裂。位里と俊は1964年6月に朝倉摂、出隆、国分一太郎、佐多稲子、佐藤忠良、野間宏、本郷新、山田勝次郎、宮島義勇、渡部義通とともに党改革の意見書を提出し、翌月に日本共産党を除名される。同年夏に「原爆の図」世界巡回展は終了し、帰国した。

### 「丸木美術館」設立
1955年には建築家の白井晟一が「原爆堂」計画を構想、その後、広島市が三滝に美術館建設の土地を提供するという話もあったものの、いずれも実現にはいたらず、結局、位里と俊はみずから「原爆の図」を常設展示するための美術館を建てることに決め、1966年に埼玉県東松山市に移り住み、翌年5月に原爆の図丸木美術館を開設。8月には美術館開館記念として宮島義勇監督による映画『原爆の圖』が完成した。1970年には「原爆の図展」が初めてアメリカで開催され、ニューヨークのニュースクール・アートセンターをはじめ各地を巡回した。1973年に広島市平和記念館（現広島市平和記念資料館）の依頼により「原爆の図」の集大成と位置づけた壁画《原爆―ひろしまの図》（現在は広島市現代美術館蔵）を制作し、その後は原爆に限らず、さまざまな戦争による虐殺、公害問題などを主題にした共同制作の大作を描きつづけた。1979年にはブルガリアの第3回反ファシズム・トリエンナーレ国際具象美術展に《三国同盟から三里塚まで》を出品。ソフィア特別賞を受賞し、ブルガリア国立美術館へ寄贈。ブルガリア美術協会の名誉会員､ソフィア名誉市民に認定された。
1981年には土本典昭監督の映画『水俣の図・物語』（音楽・武満徹、詩・石牟礼道子）、1984年には前田憲二監督の映画『命どう宝　おきなわ戦の図』も公開されている。1986年にはジャン・ユンカーマンとジョン・W・ダワーの製作による映画『劫火―ヒロシマからの旅』（Hellfire: A Journey from Hiroshima）が公開され、1988年にマサチューセッツ州立芸術大学から俊とともに名誉博士号を授与されている。
「原爆の図」をはじめとする共同制作だけでなく、戦前からスケールの大きな水墨の前衛表現を一貫して追求している絵画の評価も高く、1967年の第9回サンパウロ・ビエンナーレ国際美術展に出品するなど、数々の国際展に出品。代表作の《臥龍梅》は1961年に第6回日本国際美術展で優秀賞を受賞し、東京国立近代美術館に収蔵されている。

### 晩年
1995年には俊とともにノーベル平和賞候補に推薦された。受賞は逃したが、埼玉県民栄誉章受賞、広島市市制功労者として表彰され、翌1996年には朝日賞を受賞した。
1992年には広島市現代美術館「丸木位里展」、1995年には池田20世紀美術館「丸木位里・丸木俊の世界展」、2016年には平塚市美術館「香月泰男と丸木位里・俊、そして川田喜久治」展、2018年にはベルナール・ビュフェ美術館「絵画と想像力　ベルナール・ビュフェと丸木位里・俊」、広島市現代美術館「丸木位里・俊《原爆の図》をよむ」展、2020年には奥田元宋・小由女美術館、一宮市三岸節子記念美術館、富山水墨美術館を巡回する「墨は流すもの ―丸木位里の宇宙―」展が開催された。

## 家族
先述の通り、洋画家で「原爆の図」共同制作者でもある丸木俊（赤松俊子）は位里の妻であり、画家の丸木スマは母である。画家・絵本作家の大道あやは位里の妹で、母のスマと同様老齢になってから画境を始めた。

## 刊行書目

### 著作
- 画文集 ちび筆（俊との共著）　室町書房、1954
- 絵は誰でも描ける（俊との共著）　室町書房、1954
- 鎮魂の道 原爆・水俣・沖縄（俊との共著）　岩波書店、1984
- 流々遍歴 丸木位里画文集　岩波書店、1988

### 画集・図録など
- 画集普及版 原爆の図　青木書店（青木文庫）、1952
- 画集 原爆の図　虹書房、1959
- 画集 原爆の図 　田園書房、1967
- 臥竜 丸木位里墨画集 造形社、1970
- 画集 原爆の図　原爆の図丸木美術館、1972
- 画集 原爆の図　角川書店、1974
- 原爆の図　講談社（講談社文庫）、1980
- 画集 原爆の図　原爆の図丸木美術館、1982
- THE HIROSHIMA MURALS―The Art of Iri Maruki and Toshi Maruki　講談社インターナショナル、1985
- 保存版・豪華画集 原爆の図　小峰書店、1990
- 広島の美術の系譜 ―戦前の作品を中心に―　広島市現代美術館、1991
- 丸木位里展　広島市現代美術館（原爆の図丸木美術館発行）、1992
- 丸木位里・丸木俊の世界 生命への熱い視線　池田20世紀美術館（原爆の図丸木美術館発行）、1995
- 増補保存版 原爆の図　小峰書店、2000
- 普及版完本 原爆の図　小峰書店、2000
- 「日本画」の前衛　京都国立近代美術館、2010
- 戦争／美術1940-1950 モダニズムの連鎖と変容　神奈川県立近代美術館、2013
- ピース・ミーツ・アート！　広島県立美術館、2013
- 1945±5年　兵庫県立美術館、広島市現代美術館、2016
- 絵画と想像力　ベルナール・ビュフェと丸木位里・俊　ベルナール・ビュフェ美術館、2016
- POSTWAR: Art between the Pacific and the Atlantic 1945-1965　Haus der Kunst, 2016
- 香月泰男と丸木位里・俊、そして川田喜久治　平塚市美術館、2016
- 丸木位里・俊《原爆の図》をよむ　広島市現代美術館、2018
- 原爆の図 丸木位里と丸木俊の芸術　原爆の図丸木美術館、2019
- 墨は流すもの ―丸木位里の宇宙―　奥田元宋・小由女美術館、一宮市立三岸節子記念美術館、富山県水墨美術館（丸木位里展実行委員会発行）、2020

### 関連書籍
- 「『原爆の図』とその周辺」織田達朗、『窓と破片：織田達朗評論集』 美術出版社、1972
- 私ではなく、不知火の海が《表現に力ありや》全展開 映画「水俣の図・物語」　北川フラム編 現代企画室、1981
- 解体劇の幕降りて―60年代前衛美術史―　ヨシダ・ヨシエ 造形社、1982
- 二人の画家―丸木位里・丸木俊の世界　本橋成一 晶文社、1987（ポレポレタイムス社より再刊、2005）
- へくそ花も花盛り―大道あや聞き書き一代記とその絵の世界　大道あや 福音館書店、1985
- 絵をかく人に贈る遺言　平松利昭編 樹芸書房、1989（閃きの芸術・流々人生 丸木位里・俊の遺言、2002）
- 池袋モンパルナス　宇佐美承 集英社、1990
- 遺言 丸木位里・俊の五十年　菅原憲義 青木書店、1996
- 丸木位里・俊の時空 絵画としての「原爆の図」　ヨシダ・ヨシエ 青木書店、1996
- 「原爆の図」 描かれた〈記憶〉、語られた〈絵画〉　小沢節子 岩波書店、2002
- 非核芸術案内 核はどう描かれてきたか　岡村幸宣 岩波書店（岩波ブックレット）、2013
- 《原爆の図》全国巡回 占領下、100万人が観た！　岡村幸宣 新宿書房、2015
- 位里と俊　本橋成一写真 オフィスエム、2017
- 「丸木位里と丸木俊―「核」を描くということ」米山リサ、『ひとびとの精神史 第2巻　朝鮮の戦争―1950年代』 岩波書店、2017
- 《原爆の図》のある美術館 丸木位里、丸木俊の世界を伝える　岡村幸宣 岩波書店（岩波ブックレット）、2017
- 未来へ 原爆の図丸木美術館学芸員作業日誌　岡村幸宣 新宿書房、2020
- 初版オリジナル復刻版『ピカドン』／『ピカドン』とその時代　原爆の図丸木美術館編　琥珀書房、2023

### 絵本・挿画など
- ピカドン　（俊との共著） ポツダム書店、1950
- 奈良の都（歴史紙芝居シリーズ）　堀尾勉 日本紙芝居幻灯株式会社、1954
- ねずみじょうど　瀬田貞二 福音館書店、1967　第1回ブラティスラヴァ世界絵本原画展優良賞受賞
- 赤神と黒神　松谷みよ子 ポプラ社、1969
- 日本の伝説 1-5　松谷みよ子（俊との共作） 講談社、1970　第3回ブラティスラヴァ世界絵本原画展ゴールデンアップル賞受賞
- あかざばんばとガラ　瀬川拓男（俊との共作） 太平出版社、1973
- 手ながの目　たかしよいち（俊との共作） 岩崎書店、1974
- ルルの家の絵かきさん　宇佐美承（俊との共作） 偕成社、1978
- みなまた海のこえ　石牟礼道子（俊との共作） 小峰書店、1983　第32回小学館絵画賞受賞
- おきなわ島のこえ　（俊との共著）小峰書店、1984　1984年度講談社文化賞・絵本賞受賞
- ちっちゃい こえ（紙芝居） アーサー・ビナード（俊との共作） 童心社、2019　第58回高橋五山賞特別賞

## 関係リンク
- 丸木位里と丸木俊について - 原爆の図丸木美術館
- 丸木位里 - 絵本ナビ
- 丸木位里_丸木俊【広島平和記念資料館_被爆者証言ビデオ_VS00191】 - YouTube
- 映画「原爆の図」（1953年） - YouTube
- 映画『丸木位里　丸木俊　沖縄戦の図　全14部』予告編 - YouTube